# Муйчинович, Амел
Амел Бего Муйчинович (словен. и босн. Amel Bego Mujčinovič; род. 20 ноября 1973, СФРЮ) — боснийский футболист, вратарь.

## Биография

### Клубная карьера
Футбольную карьеру Муйчинович начал в боснийском клубе «Змай од Босне». Через год он перешёл в клуб из чемпионата Словении, «Целе», где и провёл наибольший отрезок своей карьеры. Муйчинович провёл один сезон в чемпионате России, играя за «Анжи». Позже вернулся в чемпионат Словении, его новым клубом стала «Мура». В 2005 году он вернулся в «Целе», где играет и сейчас.
В 2009 году в выставочной игре всех звёзд чемпионата Словении в Мариборе Муйчинович столкнулся с игроком команды соперника и получил серьёзную травму. По прибытии в больницу было установлено, что сломана скула, вратарь «Целе» перенёс операцию, которая завершилась благополучно. Однако опытный хранитель ворот «Целе» пропустил оставшуюся часть сезона. Тренер «Целе», Славиша Стоянович, в том сезоне испытывал трудности с вратарской позицией, так как другой голкипер команды, Александер Шелига, был продан в «Спарту» (Роттердам).

### Карьера в сборной
28 февраля 2001 года в товарищеском матче против сборной Венгрии, проходящем в Зенице, провёл единственный матч за национальную сборную Боснии и Герцеговины, выйдя на замену сразу после перерыва вместо Аднана Гушо, он не пропустил ни одного гола.